# Hạ viện Hoa Kỳ
Hạ viện Hoa Kỳ (tiếng Anh: United States House of Representatives, thường được gọi là: United States House), còn gọi là Viện Dân biểu Hoa Kỳ, là một trong hai viện của Quốc hội Hoa Kỳ; viện kia là Thượng viện Hoa Kỳ. Thành phần và quyền lực của Thượng viện và Hạ viện được thiết lập trong Điều I Hiến pháp Hoa Kỳ. Mỗi tiểu bang có số đại diện tại Hạ viện theo tỉ lệ dân số nhưng theo luật định mỗi tiểu bang được có ít nhất một dân biểu. Tiểu bang đông dân nhất, California, hiện thời có 53 dân biểu. Tổng số dân biểu có quyền biểu quyết hiện tại là 435. Mỗi dân biểu phục vụ một nhiệm kỳ hai năm. Viên chức đứng đầu Hạ viện là Chủ tịch Hạ viện, và được các thành viên của Hạ viện bầu lên.
Vì thành viên của Hạ viện (còn gọi là Dân biểu) thông thường được bầu từ các khu vực nhỏ hơn (các khu vực này có dân số trung bình khoảng 693.000 cư dân) và thường thường đồng nhất hơn so với các khu vực bầu cử lớn hơn và phức tạp hơn của Thượng viện nên Hạ viện được xem là một viện quốc hội thiên về đảng phái hơn. Hạ viện có quyền lực đặc biệt: quyền đưa ra các đạo luật về thu nhập, truất phế các viên chức, và bầu tổng thống nếu như đại cử tri đoàn không quyết định được ai thắng cử.
Hạ viện họp ở cánh phía nam của Tòa Quốc hội Hoa Kỳ.

## Lịch sử
Dưới Những Điều khoản Liên hiệp, Quốc hội là một bộ phận độc viện quốc hội trong đó mỗi tiểu bang có một phiếu bầu. Sự vô hiệu quả của chính phủ liên bang dưới Những Điều khoản Liên hiệp đưa đến việc Quốc hội triệu tập một Hội nghị Hiến pháp năm 1787; tất cả các tiểu bang, trừ Rhode Island nhận lời gởi đại biểu đến dự họp. Vấn đề Quốc hội được thiết lập như thế nào là một trong những điều gây chia rẽ nhất đối với những người khai sinh ra Hoa Kỳ trong suốt đại hội. Kế hoạch Virginia của James Madison kêu gọi thành lập một quốc hội lưỡng viện: hạ viện sẽ là "của nhân dân", được trực tiếp bầu lên bởi người dân của Hoa Kỳ và đại diện cho ý kiến chung của cộng đồng, và một thượng viện thiên về bàn thảo hơn sẽ đại diện cho các tiểu bang thành viên, và sẽ ít bị các ý kiến khác nhau của dân chúng làm ảnh hưởng, sẽ được hạ viện bầu lên.
Hạ viện thường được xem là "lower house" trong khi thượng viện là "upper house" trong ngữ cảnh tiếng Anh của Hoa Kỳ mặc dù Hiến pháp Hoa Kỳ không có sử dụng ngôn ngữ như vậy để diễn tả. Sự chấp thuận của cả hai viện là cần thiết để thông qua một bộ luật. Kế hoạch Virginia được sự ủng hộ của các đại biểu từ các tiểu bang lớn như Virginia, Massachusetts, và Pennsylvania vì nó kêu gọi số đại biểu được tính theo tỉ lệ dân số. Tuy nhiên các tiểu bang nhỏ hơn thì thích Kế hoạch New Jersey vì nó kêu gọi thành lập một quốc hội độc viện trong đó số đại biểu cho từng tiểu bang là ngang nhau.
Sau cùng, đại hội đạt đến Thỏa hiệp Connecticut, hay Đại Thỏa hiệp, theo đó một viện của Quốc hội (viện dân biểu hay hạ viện) sẽ có số đại biểu được tính theo tỉ lệ dân số của mỗi tiểu bang trong khi viện khác (thượng viện) sẽ có số đại biểu bằng nhau cho mỗi tiểu bang. Hiến pháp được phê chuẩn theo quy định có số tiểu bang cần thiết (9 thuận trong 13 tổng số) vào năm 1788, nhưng việc thi hành được ấn định là vào ngày 4 tháng 3 năm 1789. Hạ viện bắt đầu làm việc lần đầu tiên vào ngày 1 tháng 4 năm 1789 khi nó đạt được đủ số lượng thành viên theo yêu cầu.
Trong suốt nửa đầu thế kỷ 19, Hạ viện luôn xung đột với Thượng viện về các vấn đề gây chia rẽ của các vùng, trong đó có chế độ nô lệ. Miền Bắc có dân số đông hơn miền Nam nhiều, và vì vậy chi phối Hạ viện. Tuy nhiên, miền Bắc không có lợi thế tại Thượng viện nơi có số đại biểu bằng nhau cho tất cả các tiểu bang.
Xung đột giữa các vùng trầm trọng nhất là về vấn đề liên quan đến chế độ nô lệ. Thí dụ một dự luật liên tục được Hạ viện thông qua nhưng vẫn bị Thượng viện ngăn cản đó là Dự luật Wilmot. Dự luật này được đưa ra nhằm nghiêm cấm chế độ nô lệ tại vùng đất chiếm được trong Chiến tranh Mexico-Mỹ. Xung đột về vấn đề chế độ nô lệ và những vấn đề khác kéo dài cho đến Nội chiến Hoa Kỳ (1861–1865) sau khi một số tiểu bang miền Nam tìm cách rút ly khai khỏi liên bang. Cuộc nội chiến kết thúc với sự bại trận của miền Nam và đưa đến việc bãi bỏ chế độ nô lệ. Vì tất cả các Thượng nghị sĩ miền Nam, trừ Andrew Johnson từ chức lúc bắt đầu xảy ra chiến tranh nên Thượng viện không có cán cân quyền lực giữa miền Nam và miền Bắc trong suốt nội chiến.
Những năm tái thiết theo sau đã chứng kiến được sự lớn mạnh và đa số của Đảng Cộng hòa vì có sự liên hệ đến sự chiến thắng của phe liên bang trong nội chiến. Thời kỳ tái thiết kết thúc vào năm 1877; thời đại tiếp theo, được gọi là "Gilded Age" (thời đại vàng), được đánh dấu bởi những sự chia rẽ chính trị trầm trọng tại quốc hội. Cả Đảng Dân chủ và Đảng Cộng hòa thay phiên nhau nắm đa số tại Hạ viện ở nhiều thời điểm khác nhau.

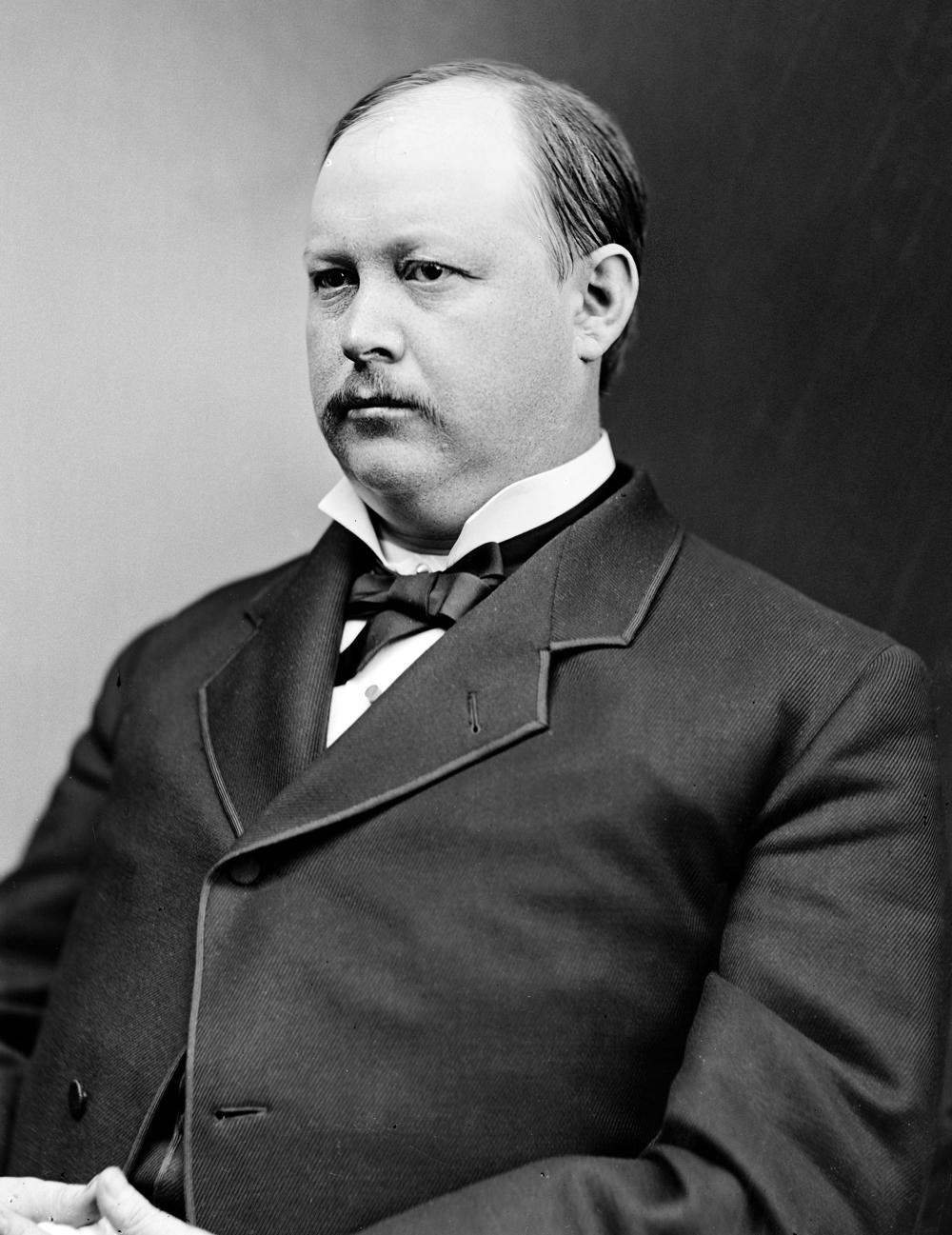
Đảng viên Cộng hòa Thomas Brackett Reed, thường hay bị gọi mỉa mai là "Sa hoàng Reed," là một dân biểu Hoa Kỳ từ tiểu bang Maine, và là Chủ tịch Hạ viện từ 1889–1891 và từ 1895–1899.

Cuối thế kỷ 19 và đầu thế kỷ 20, có một sự gia tăng đáng kể quyền lực của Chủ tịch Hạ viện. Tầm ảnh hưởng của Chủ tịch Hạ viện nổi lên bắt đầu vào thập niên 1890 trong thời gian Đảng viên Cộng hòa Thomas Brackett Reed làm chủ tịch. "Sa hoàng Reed," như người ta gọi bí danh của ông như vậy, đã tìm cách tạo ảnh hưởng đối với quan điểm của ông rằng "Hệ thống tốt nhất là có một đảng cai trị và đảng kia theo dõi." Cơ cấu lãnh đạo của Hạ viện cũng được phát triển trong cùng thời kỳ này với các chức danh như Lãnh tụ đa số và Lãnh tụ thiểu số được tạo ra vào năm 1899. Trong khi Lãnh tụ thiểu số là lãnh tụ của đảng thiểu số thì Lãnh tụ đa số vẫn là thuộc cấp của Chủ tịch Hạ viện. Vai trò của Chủ tịch Hạ viên đạt đỉnh cao trong nhiệm kỳ của đảng viên Cộng hòa Joseph Gurney Cannon, 1903 đến 1911. Quyền lực của Chủ tịch Hạ viện gồm có vai trò làm chủ tịch của Ủy ban Luật pháp đầy ảnh hưởng và khả năng bổ nhiệm các thành viên cho các ủy ban Hạ viện khác. Tuy nhiên những quyền lực này bị phong tỏa trong "cuộc cách mạng 1910" vì những nỗ lực của các đảng viên Dân chủ và các đảng viên bất mãn thuộc Đảng Cộng hòa chống đối những chiến thuật được cho là quá mạnh tay của Cannon.
Đảng Dân chủ thống lĩnh Hạ viện trong thời Tổng thống Franklin D. Roosevelt (1933–1945), thường chiếm được 2/3 ghế trong Hạ viện. Cả Cộng hòa và Dân chủ thay phiên nhau nắm quyền ở các thời điểm khác nhau trong thập niên kế tiếp. Đảng Dân chủ duy trì nắm giữ Hạ viện từ năm 1954 đến năm 1995. Giữa thập niên 1970, có những cuộc cải cách lớn trong Hạ viện, tăng thêm quyền lực của các tiểu ủy ban (sub-committee) trong lúc giảm bớt quyền lực của chủ tịch ủy ban và cho phép các lãnh tụ đảng chỉ định các chủ tịch ủy ban. Những hành động này nhằm giảm quyền lực hệ thống cao cấp, và giảm khả năng của một số nhỏ các thành viên cao cấp cản trở các dự luật mà họ không thích.
Đảng Cộng hòa chiếm quyền kiểm soát Hạ viện năm 1995 dưới sự lãnh đạo của Chủ tịch Hạ viện Newt Gingrich. Gingrich tìm cách thông qua một kế hoạch lập pháp lớn có tên là "Contract with America" (hợp đồng với nước Mỹ) mà nhờ vào đó Đảng Cộng hòa đã được bầu lên và chiếm đa số tại Hạ viện. Kế hoạch này đã tạo ra một số cải cách lớn tại Hạ viện, giảm thiểu đáng kể việc nắm giữ chức vụ của các chủ tịch ủy ban xuống còn 3 nhiệm kỳ hai năm. Nhiều chi tiết của "Hợp đồng với nước Mỹ" đã không được thông qua ở Quốc hội, bị Tổng thống Bill Clinton phủ quyết hoặc bị thay đổi rất nhiều trong lúc thương thảo với Clinton. Đảng Cộng hòa nắm giữ Hạ viện cho đến bầu cử quốc hội năm 2006 thì bị Đảng Dân chủ giành lại quyền kiểm soát cả Hạ viện lẫn Thượng viện Hoa Kỳ. Nancy Pelosi sau đó được Hạ viện bầu làm nữ Chủ tịch Hạ viện đầu tiên.

## Thành viên Hạ viện và tiêu chuẩn

### Phân chia ghế tại Hạ viện
Theo Điều I, Phần 2 Hiến pháp Hoa Kỳ, các ghế trong Hạ viện Hoa Kỳ được chia theo tỉ lệ dân số của các tiểu bang, dựa theo kết quả điều tra dân số được tiến hành mỗi 10 năm một lần. Tuy nhiên, mỗi tiểu bang được luật định cho phép có ít nhất một dân biểu hay hạ nghị sĩ nếu trường hợp tổng dân số của tiểu bang đó dưới mức trung bình dân số để có một dân biểu. Thí dụ dân số của tiểu bang Wyoming là 532.668, dưới mức dân số trung bình được ấn định để có một dân biểu đại diện là 693.000 người nhưng tiểu bang này được bảo đảm có một dân biểu theo Hiến pháp Hoa Kỳ.
Hiến pháp không có nói đến việc phân chia ghế tại Hạ viện cho Đặc khu Columbia hay các vùng lãnh thổ (lãnh thổ là vùng đất phụ thuộc của Hoa Kỳ nhưng chưa trở thành tiểu bang). Tuy nhiên, các nơi đó có thể bầu các đại biểu không quyền biểu quyết hoặc trong trường hợp của Puerto Rico một ủy viên cư dân. Đặc khu Columbia và các lãnh thổ Samoa thuộc Mỹ, Guam, và Quần đảo Virgin thuộc Mỹ mỗi nơi có một đại biểu. Puerto Rico bầu một Ủy viên Cư dân. Ngoài việc có nhiệm kỳ kéo dài 4 năm ra, vai trò của ủy viên cư dân này cũng tương tự như các đại biểu không quyền biểu quyết khác của các lãnh thổ. Quần đảo Bắc Mariana bầu đại biểu đầu tiên của họ vào tháng 11 năm 2008 và nhậm chức vào tháng 1 năm 2009. Các đại biểu và ủy viên cư dân có thể tham dự vào các buổi tranh luận và biểu quyết tại các ủy ban của Hạ viện. Họ có thể biểu quyết tại Ủy ban Hạ viện khi phiếu bầu của họ không có tính quyết định.

### Tái phân chia các khu (quốc hội)
Các tiểu bang có hơn một dân biểu được phân chia thành các khu quốc hội mà theo đó mỗi khu quốc hội chỉ bầu ra một dân biểu. Điều này là quy định chính thức của liên bang kể từ năm 1967. Trước khi có quy định này thì một số tiểu bang đã dùng hình thức bầu đại diện trên toàn tiểu bang. Theo hình thức, các tiểu bang sẽ vẽ lại ranh giới khu quốc hội sau mỗi lần điều tra dân số mặc dù họ có thể làm điều này vào dịp khác. Mỗi tiểu bang quyết định về ranh giới giữa các khu quốc hội của mình, bằng cách thông qua luật hoặc qua các ban đặc trách không đảng phái. "Phân chia khu quốc hội sai" là bất hợp hiến và các khu quốc hội phải gần bằng nhau theo dân số. Đạo luật về quyền bầu cử nghiêm cấm các tiểu bang cố biến đổi các khu quốc hội để giảm sức mạnh đầu phiếu của các nhóm dân thiểu số.

### Tiêu chuẩn thành viên Hạ viện
Điều I, Phần 2 của Hiến pháp Hoa Kỳ ấn định ba tiêu chuẩn cho vai trò dân biểu: mỗi dân biểu phải ít nhất là 25 tuổi, phải là công dân Hoa Kỳ trong 7 năm qua, và phải là (vào thời điểm bầu cử) một cư dân của tiểu bang mà họ đại diện.
Hiến pháp không yêu cầu thành viên Hạ viện sống trong khu quốc hội mà họ đại diện. Các tiêu chuẩn về tuổi và tính công dân đối với các dân biểu thì không khắt khe lắm so với các thượng nghị sĩ.
Hơn nữa, theo Tu chính án 14, bất cứ viên chức tiểu bang hoặc liên bang nào tuyên thệ trước đây là ủng hộ Hiến pháp Hoa Kỳ nhưng sau đó tham dự vào các hành động phản loạn hay giúp đỡ kẻ địch của Hoa Kỳ thì sẽ bị loại không được trở thành một dân biểu. Điều luật này, trở thành có hiệu lực chẳng bao lâu sau khi kết thúc Nội chiến Hoa Kỳ, có ý định ngăn cản không cho những ai từng sát cánh bên Liên hiệp các tiểu bang miền nam Hoa Kỳ phục vụ trong chính phủ. Tuy nhiên, Tu chính án này cho phép một người bị loại có thể phục vụ nếu như họ giành được sự ủng hộ của 2/3 thành viên Quốc hội Hoa Kỳ ở cả hai viện.

### Bầu cử
Các cuộc bầu cử để chọn dân biểu được tổ chức cứ mỗi năm chẵn một lần, vào ngày thứ ba đầu tiên sau ngày thứ hai đầu tiên trong tháng 11. Thường thường các đảng Dân chủ và Cộng hòa sẽ chọn ra các ứng cử viên của họ tại mỗi khu quốc hội bằng các cuộc bầu cử sơ bộ được tổ chức vài tháng trước đó. Các luật lệ ứng cử dành cho các đảng viên độc lập hoặc đảng viên thuộc Đảng phái thứ ba thì thật khác nhau theo từng tiểu bang.
Từ năm 1967, luật liên bang bắt buộc rằng các cuộc đua vào Hạ viện phải sử dụng hệ thống đầu phiếu đa số thắng để bầu ra duy nhất một người cho mỗi khu quốc hội, có nghĩa là nghiêm cấm việc sử dụng hình thức đại diện tỉ lệ.
Louisiana trước đây là tiểu bang duy nhất sử dụng hình thức tổ chức "bầu cử sơ bộ" toàn đảng phái vào ngày tổng tuyển cử và sau đó tổ chức một cuộc bầu cử lần hai cho hai người ở vị trí hàng đầu nếu như không có ứng cử viên nào giành được đa số phiếu trong cuộc bầu cử sơ bộ. Hiện tại tiểu bang này có một hệ thống đầu phiếu tương tự như đa số các tiểu bang khác - mỗi đảng sẽ chọn các ứng cử viên trong những cuộc bầu cử sơ bộ kín. Các ghế trống trong 1 nhiệm kỳ sẽ được tìm người thay thế qua các cuộc bầu cử đặc biệt. Một thành viên được chọn trong một cuộc bầu cử đặc biệt thường nhận chức ngay lập tức như có thể.

### Nhiệm kỳ
Các dân biểu và đại biểu phục vụ nhiệm kỳ của họ dài 2 năm trong khi Ủy viên Cư dân (Resident Commissioner) như tại Puerto Rico phục vụ 4 năm. Một khi được bầu, một dân biểu tiếp tục phục vụ cho đến khi hết hạn nhiệm kỳ của người đó, chết hoặc từ chức. Hơn nữa, Hiến pháp Hoa Kỳ cho phép Hạ viện có quyền trục xuất bất cứ thành viên nào bằng một cuộc biểu quyết với kết quả 2/3 số phiếu bầu. Trong lịch sử Hoa Kỳ, chỉ có năm thành viên đã bị trục xuất khỏi Hạ viện; ba trong số đó là John Bullock Clark (Dân chủ-Missouri), John William Reid (Dân chủ-Missouri), và Henry Cornelius Burnett (Dân chủ-Kentucky), bị trục xuất vào năm 1861 vì ủng hộ các tiểu bang miền Nam Hoa Kỳ ly khai, dẫn đến Nội chiến Hoa Kỳ. Michael Myers (Dân chủ-Pennsylvania) bị trục xuất vì nhận hối lộ năm 1980, và James Traficant (Dân chủ-Ohio) bị trục xuất năm 2002 sau vụ ông bị kết tội tham nhũng. Hạ viện cũng có quyền lực chính thức khiển trách các thành viên; khiển trách chỉ đòi hỏi một đa số đơn giản, nhưng không trục xuất một thành viên khỏi Hạ viện.

## So sánh với Thượng viện
Nhiều người sáng lập ra nước Mỹ có ý định lập ra Thượng viện (ban đầu thành viên Thượng viện được chọn bởi các ngành lập pháp tại các tiểu bang) làm đối trọng giám sát Hạ viện dân cử cũng như Hạ viện làm đối trọng giám sát Thượng viện. Quyền lực "tư vấn và ưng thuận" (như quyền chấp thuận những hiệp ước) chỉ được trao cho Thượng viện. Tuy nhiên, Hạ viện có thể đề xuất các dự luật về chi tiêu và có quyền hạn đặc biệt truất phế các viên chức và chọn Tổng thống Hoa Kỳ trong trường hợp đại cử tri đoàn gặp bế tắc. Thượng nghị sĩ có uy thế hơn Hạ nghị sĩ vì các Thượng nghị sĩ phục vụ nhiệm kỳ dài hơn (6 năm), ít về số lượng hơn (luôn là 100 người), và (luôn luôn ngoài 7 tiểu bang) đại diện cho cộng đồng lớn hơn - đại diện cho toàn tiểu bang hơn là các Hạ nghị sĩ chỉ đại diện cho các khu quốc hội nhỏ. Ngoài ra, Thượng viện theo truyền thống được xem là một viện ít đảng phái hơn; các thượng nghị sĩ có tiềm năng lớn hơn trong việc tìm kiếm giải pháp thỏa hiệp và hành động đồng bộ hơn các dân biểu, và vì thế giữ tầm vóc quốc gia lớn hơn.

## Lương bổng
Tính đến 1 tháng 1 năm 2008, tiền lương hàng năm của mỗi dân biểu là $169.300. Chủ tịch Hạ viện Hoa Kỳ và Lãnh tụ đa số và Lãnh tụ thiểu số kiếm được nhiều tiền hơn. Chủ tịch Hạ viện được $212.100 một năm vào thời điểm Quốc hội Hoa Kỳ lần thứ 109 (4 tháng 1 năm 2005-3 tháng 1 năm 2007) trong khi các lãnh tụ đảng được $183.500 (bằng tiền lương của các lãnh tụ Thượng viện Hoa Kỳ). Tiền lương được điều chỉnh vì giá sinh hoạt tăng sẽ được tăng lên hàng năm trừ khi Quốc hội biểu quyết không chấp nhận. Quốc hội Hoa Kỳ ấn định mức lương của các thành viên; tuy nhiên, Tu chính án 27 Hiến pháp Hoa Kỳ cấm việc tăng lương (nhưng không phải là tăng lương kiểu điều chỉnh vì giá sinh hoạt tăng) có hiệu lực đến sau tổng tuyển cử sắp tới. Các dân biểu được hưởng quyền lợi trọn đời sau khi phục vụ 5 năm, trong số đó có tiền hưu bổng, quyền lợi chăm sóc y tế và quyền lợi an sinh xã hội.

## Các ủy ban Hạ viện
Hạ viện sử dụng các ủy ban (cũng như các tiểu ủy ban trong ủy ban) cho nhiều mục đích trong đó có việc xem xét các dự luật và theo dõi ngành hành pháp. Việc bổ nhiệm các thành viên ủy ban được chính thức thực hiện bởi toàn Hạ viện, nhưng việc lựa chọn các thành viên thật sự thường do các đảng phái chính trị thực hiện. Thông thường, mỗi đảng xem xét theo từng cá nhân dân biểu, chọn lựa dựa theo tiêu chuẩn thâm niên. Theo lịch sử mà nói thì đảng nào mạnh hơn thì sẽ chi phối các ủy ban Hạ viện nói chung, trừ hai ủy ban: đảng đa số được 9 trong số 13 ghế trong Ủy ban Pháp luật Hạ viện; mỗi đảng có bằng số ghế trong Ủy ban Đạo đức Hạ viện. Tuy nhiên, khi sự kiểm soát của đảng tại Hạ viện gần như chia sẻ đồng đều thì một số ghế phụ trong các ủy ban đôi khi được thêm vào cho đảng đa số (thí dụ tại Quốc hội lần thứ 109, Đảng Cộng hòa kiểm soát khoảng 53% toàn Hạ viện, nhưng chỉ có 54% thành viên trong Ủy ban đặc trách chi tiêu (appropriations committee), 55% thành viên trong Ủy ban Thương mại và Năng lượng, 58% thành viên trong Ủy ban Tư pháp và 69% thành viên trong Ủy ban Luật pháp).
Ủy ban lớn nhất của Hạ viện là Ủy ban Hạ viện Hoa Kỳ (committee of the whole). Như tên của nó nói rõ là gồm toàn thể thành viên của Hạ viện. Ủy ban họp trong phòng họp Hạ viện; ủy ban có thể xem xét và sửa đổi các dự luật nhưng không có thể thông qua các dự luật như quyết định sau cùng. Thường thường, các cuộc thảo luận của ủy ban toàn hạ viện linh động hơn các cuộc thảo luận của chính Hạ viện. Một thuận lợi của Ủy ban Hạ viện Hoa Kỳ là khả năng cho phép các thành viên không quyền biểu quyết của Quốc hội Hoa Kỳ tham dự các phiên họp.
Đa số công việc ủy ban được 20 ủy ban đặc trách trông coi, mỗi ủy ban có thẩm quyền trên một loạt vấn đề đặc biệt, thí dụ như các vấn đề liên quan đến nông nghiệp hoặc ngoại giao. Mỗi ủy ban đặc trách xem xét, sửa đổi, và báo cáo các dự luật nằm trong thẩm quyền của mình. Các ủy ban có quyền lực nới rộng trong việc xem xét các dự luật; họ có thể ngăn cản một dự luật không cho đến Hạ viện để được biểu quyết. Các ủy ban đặc trách cũng trông coi theo dõi hoạt động của các bộ và ban ngành của ngành hành pháp. Để tước quyền của các viên chức chính phủ sai phạm, các ủy ban đặc trách có quyền lực triệu tập các cuộc điều trần và ra trác đòi các nhân chứng và bằng chứng.
Hạ viện cũng có một ủy ban thường trực không phải là ủy ban đặc trách, đó là Ủy ban Thường trực Hạ viện Hoa Kỳ đặc trách về Tình báo. Tùy theo thời điểm ủy ban này có thể thiết lập các ủy ban phục vụ tạm thời và cho mục đích cảnh báo, thí dụ như Ủy ban Chọn lọc đặc trách Độc lập Năng lượng và Cảnh báo sự nóng lên của Địa cầu. Hạ viện cũng bổ nhiệm thành viên phục vụ trong những ủy ban hỗn hợp mà gồm có các thành viên của hai viện Quốc hội. Một số ủy ban hỗn hợp trông coi các bộ phận độc lập của chính phủ; thí dụ như Ủy ban Hỗn hợp đặc trách về Thư viện trông coi Thư viện Quốc hội Hoa Kỳ. Các ủy ban hỗn hợp khác phục vụ để làm các báo cáo về tư vấn; thí dụ, có Ủy ban Hỗn hợp Quốc hội đặc trách về Thuế. Các dự luật và các viên chức được đề cử vào các chức vụ không được đưa lên các ủy ban hỗn hợp. Vì thế quyền lực của các ủy ban hỗn hợp tương đối thấp hơn quyền lực của các ủy ban đặc trách.
Mỗi ủy ban thuộc Hạ viện và các tiểu ủy ban do một chủ tịch lãnh đạo (luôn là thành viên của đảng đa số). Từ năm 1910 đến thập niên 1970, các chủ tịch của các ủy ban có rất nhiều quyền lực và họ luôn là những người thâm niên tại Hạ viện. Năm 1995, Đảng Cộng hòa dưới thời Newt Gingrich làm Chủ tịch Hạ viên đã đưa ra quy định hạn chế nhiệm kỳ của các chủ tịch ủy ban là 3 nhiệm kỳ hai năm. Đảng Dân chủ khi nắm được Hạ viện vào năm 2007 chưa có ra quyết định là có nên tiếp tục luật lệ thời Gingrich.

## Chức năng lập pháp
Các dự luật có thể được giới thiệu cả tại Thượng hay Hạ viện. Tuy nhiên, Hiến pháp Hoa Kỳ nói rằng "Tất cả các dự luật nhằm tăng tiền thế thu nhập phải bắt đầu từ Hạ viện." Kết quả là Thượng viện không có quyền đưa ra sáng kiến về các dự luật ấn định mức thuế. Hơn nữa, Hạ viện cũng muốn bảo đảm rằng Thượng viện không có quyền khởi sự các dự luật về chi tiêu của chính phủ hay các dự luật cho phép chi tiêu ngân quỹ liên bang. Trong lịch sử, Thượng viện đã từng tranh chấp sự dẫn giải mà Hạ viện chủ trương. Tuy nhiên, bất cứ khi nào Thượng viện khởi sự một dự luật về chi tiêu thì Hạ viện từ chối xem xét nó ngay, qua đó giải quyết được sự tranh chấp trong thực tế. Luật định của Hiến pháp ngăn cản Thượng viện giới thiệu các dự luật thu thuế là dựa theo Quốc hội Vương quốc Anh, theo đó Hạ viện Vương quốc Anh mới có thể khởi sự những dự luật như vậy.	 

 
Mặc dù Hiến pháp cho Hạ viện quyền khởi sự các dự luật thu thuế nhưng trong thực tế Thượng viện ngang bằng Hạ viện trong các mối quan tâm về thuế và chi tiêu. Như Woodrow Wilson có viết:
| “ | Quyền sửa đổi các dự luật của Thượng viện về chi tiêu tổng quát được cho phép trong phạm vi rộng rãi nhất như có thể. Thượng viện có thể thêm vào những gì họ muốn; có thể thay đổi hết các chi tiết gốc và mang vào các chi tiết khác hoàn toàn mới, thay đổi không chỉ các con số mà thậm chí cả đối tượng chi tiêu,... | ” |

Việc chấp thuận của cả Hạ viện và Thượng viện là bắt buộc đối với bất cứ dự luật nào, bao gồm dự luật về thu thuế, để chúng trở thành luật. Cả hai viện phải thông qua cùng phiên bản giống như nhau của dự luật; nếu có khác biệt, chúng có thể được giải quyết bởi một ủy ban hội nghị mà trong đó có cả thành viên của hai viện.
Tổng thống có thể phủ quyết bất cứ dự luật nào mà cả Hạ viện và Thượng viện thông qua; nếu Tổng thống làm vậy thì dự luật không thể thành luật cho đến khi cả hai viện xem xét lại và với 2/3 đa số phiếu tại mỗi viện để giúp thông qua dự luật đó bất chấp sự phản đối của Tổng thống.

## Kiểm tra và cân bằng quyền lực
Hiến pháp có nói rằng quyền tư vấn và ưng thuận của Thượng viện là cần thiết cho Tổng thống khi Tổng thống quyết định bổ nhiệm và phê chuẩn các hiệp ước trong khi đó, Hạ viện phải phê chuẩn một người được đề nghị thay thế chức Phó Tổng thống Hoa Kỳ theo Tu chính án 25 Hiến pháp Hoa Kỳ. Vì thế, theo các thuật từ có tính tiềm năng làm hỏng việc bổ nhiệm của Tổng thống thì quyền lực của Thượng viện to lớn hơn quyền lực của Hạ viện.	 
Hiến pháp cho quyền Hạ viện Hoa Kỳ luận tội các viên chức liên bang vì lý do "phản quốc, hối lộ, hoặc các tội đại hình và tội phi pháp khác" và cho phép Thượng viện quyền xử những vụ luận tội như thế. Nếu Tổng thống Hoa Kỳ hiện thời bị xét xử, Thẩm phán trưởng Hoa Kỳ chủ tọa phiên xử. Trong bất cứ vụ xử luận tội nào, các thượng nghị sĩ được hiến pháp yêu cầu đến chứng kiến lời thề hoặc xác nhận lời khai. Để kết án trong một vụ luận tội cần phải có 2/3 đa số các thượng nghị sĩ có mặt. Viên chức bị kết án sẽ tự động bị sa thải khỏi chức vụ đang giữ; ngoài ra, Thượng viện có thể quy định rằng bị cáo đó sẽ bị cấm giữ chức vụ trong tương lai. Không có hình phạt nào khác nữa được phép đưa ra trong suốt thời gian tiến hành luận tội; tuy nhiên, bị cáo có thể đối diện với các hình phạt khác tại một tòa án luật pháp bình thường.
Trong lịch sử Hoa Kỳ, Hạ viện đã luận tội 17 viên chức trong đó 6 viên chức bị kết tội (một từ chức trước khi Thượng viện có thể tiến hành xử tội.) Chỉ có ba Tổng thống Hoa Kỳ từng bị luận tội: Andrew Johnson năm 1868, Bill Clinton năm 1998 và Donald Trump năm 2019, năm 2021. Cả bốn vụ xử đều kết thúc bằng việc tha bổng; trong trường hợp của Tổng thống Johnson, Thượng viện thiếu một phiếu để được 2/3 đa số để kết tội.	 
Theo Tu chính án 12 Hiến pháp Hoa Kỳ, Thượng viện có quyền bầu Phó Tổng thống Hoa Kỳ nếu như không có ứng cử viên Phó Tổng thống nào nhận được đa số phiếu đại cử tri. Tu chính án 12 đòi hỏi Thượng viện chọn lựa từ hai ứng cử viên có số phiếu đại cử tri cao nhất. Sự bế tắc không thể quyết định được đối với đại cử tri đoàn thì rất hiếm; trong lịch sử Hoa Kỳ, Thượng viện phải giải quyết sự bế tắc như thế chỉ có một lần vào năm 1837 khi Thượng viện bầu cho Richard Mentor Johnson. Quyền bầu Tổng thống Hoa Kỳ trong trường hợp bế tắc của đại cử tri đoàn thuộc trách nhiệm của Hạ viện.

## Thành phần Hạ viện
| 213     | 222      |
| Dân chủ | Cộng hoà |

| Đảng phái | Đảng phái     | Thành viên | Ghi chú  |  |
|           | Đảng Cộng hòa | 222        | Đa số    |  |
|           | Đảng Dân chủ  | 213        | Thiểu số |  |
|           | Trống         | 5          |          |  |
| Tổng số   | Tổng số       | 435        |          |  |

### Khảo sát
- MacNeil, Neil (1963). Forge of Democracy: The House of Representatives. New York, New York: D. McKay.
- Peters, Ronald M., Jr (1997). The American Speakership: The Office in Historical Perspective (ấn bản thứ 2). Baltimore, Maryland: Johns Hopkins University Press. ISBN 0-8018-5758-9.{{Chú thích sách}}:  Quản lý CS1: nhiều tên: danh sách tác giả (liên kết)
- Polsby, Nelson W. (2004). How Congress Evolves: Social Bases of Institutional Change. New York, NY: Oxford University Press. ISBN 0-19-516195-5. {{Chú thích sách}}: Đã bỏ qua tham số không rõ |author-links= (trợ giúp)
- Poole, Keith T. (1997). Congress: A Political-Economic History of Roll Call Voting. Howard Rosenthal. New York, NY: Oxford University Press. ISBN 0-19-514-242-X.
- Remini, Robert V. (2006). The House: The History of the House of Representatives. New York, NY: HarperCollins. ISBN 0-06-088434-7. {{Chú thích sách}}: Đã bỏ qua tham số không rõ |author-links= (trợ giúp)
- Sinclair, Barbara (1983). Majority Leadership in the U.S. House. Baltimore, MD: Johns Hopkins University Press. ISBN 080182933X.
- Julian E. Zelizer, biên tập (2004). The American Congress: The Building of Democracy. New York, NY: Houghton Mifflin. ISBN 0-618-17906-2.

### Trước năm 1945
- David W. Brady and Mathew D. McCubbins. Party, Process, and Political Change in Congress: New Perspectives on the History of Congress (2002)
- Brady, David W. Congressional Voting in a Partisan Era: A Study of the McKinley Houses and a Comparison to the Modern House of Representatives. U. Pr. of Kansas, 1973. 273 pp.
- Cooper, Joseph. The Origins of the Standing Committees and the Development of the Modern House. Rice U. Press, 1970. 167 pp.
- Linda Grant de Pauw, Charlene Bangs Bickford, and Kenneth R. Bowling, eds. Documentary History of the First Federal Congress of the United States of America, 4 tháng 3 năm 1789-3 tháng 3 năm 1791 (1992- 2006) 14 volumes of primary documents
- Ronald L. Hatzenbuehler, "Party Unity and the Decision for War in the House of Representatives in 1812," William and Mary Quarterly 29 (1972): 367-90;
- Henig, Gerald S. Henry Winter Davis: Antebellum and Civil War Congressman from Maryland. 1973. 332 pp. Radical leader in Civil War era
- Klingman, Peter D. Josiah Walls: Florida's Black Congressman of Reconstruction. U. Press of Florida, 1976. 157 pp.
- Lowitt, Richard. George W. Norris: The Making of a Progressive, 1861-1912 Vol. 1. Syracuse U. Press, 1963. leader of Republican insurgents in 1910
- Margulies, Herbert F. Reconciliation and Revival: James R. Mann and the House Republicans in the Wilson Era. Greenwood, 1996. 242 pp.
- Patterson, James. Congressional Conservatism and the New Deal: The Growth of the Conservative Coalition in Congress, 1933-39 (1967)
- Robert V. Remini. Henry Clay: Statesman for the Union (1992). Speaker for most of 1811-1825
- Strahan, Randall; Moscardelli, Vincent G.; Haspel, Moshe; and Wike, Richard S. "The Clay Speakership Revisited" Polity 2000 32(4): 561-593. ISSN 0032-3497 uses roll call analysis
- Stewart, Charles H., III. Budget Reform Politics: The Design of the Appropriations Process in the House of Representatives, 1865-1921. Cambridge U. Press, 1989. 254 pp.
- Story, Joseph. (1891). Commentaries on the Constitution of the United States. (2 vols). Boston: Brown & Little.
- Trefousse, Hans L. Thaddeus Stevens: Nineteenth-Century Egalitarian (1997) majority leader in 1860s
- Waller, Robert A. Rainey of Illinois: A Political Biography, 1903-34. U. of Illinois Press, 1977. 260 pp. Democratic Speaker 1932-34
- Wilson, Woodrow. (1885). Congressional Government. New York: Houghton Mifflin.

### Từ năm 1945
- Abramowitz, Alan I. and Kyle L. Saunders. 1998. Ideological Realignment in the US Electorate. Journal of Politics 60(3):634-652.
- Adler, E. Scott. Why Congressional Reforms Fail: Reelection and the House Committee System. Univ. of Chicago Press, 2002.
- Albert, Carl and Goble, Danney. Little Giant: The Life and Times of Speaker Carl Albert. U. of Oklahoma Press, 1990. 388 pp. Speaker in 1970s
- Barone, Michael, and Grant Ujifusa, The Almanac of American Politics 2006: The Senators, the Representatives and the Governors: Their Records and Election Results, Their States and Districts (2005). Published every two years since 1975; enormous detail on every state and district and member.
- Barry, John M. The Ambition and the Power: The Fall of Jim Wright. A True Story of Washington. Viking, 1989. 768 pp. Speaker in 1980s
- Berard, Stanley P. Southern Democrats in the U.S. House of Representatives. U. of Oklahoma Press, 2001. 250 pp.
- Berman, Daniel M. (1964). In Congress Assembled: The Legislative Process in the National Government. London: The Macmillan Company.
- "Biographical Directory of the United States Congress, 1774-2005." Washington: Government Printing Office, 2005. Prepared by the Office of the Clerk, Office of History and Preservation, United States House of Representatives. Contains biographical entries for every Member of Congress. Also online at Biographical Directory.
- Congressional Quarterly Congress and the Nation: 2001-2004: A Review of Government and Politics: 107th and 108th Congresses (2005); massive, highly detailed summary of Congressional activity, as well as major executive and judicial decisions; based on Congressional Quarterly Weekly Report and the annual CQ almanac.
  - Congressional Quarterly, Congress and the Nation: 1997-2001  (2002)
  - Congressional Quarterly, Congress and the Nation: 1993-1996  (1998)
  - Congressional Quarterly, Congress and the Nation: 1989-1992  (1993)
  - Congressional Quarterly, Congress and the Nation: 1985-1988  (1989)
  - Congressional Quarterly, Congress and the Nation: 1981-1984  (1985)
  - Congressional Quarterly, Congress and the Nation: 1977-1980  (1981)
  - Congressional Quarterly, Congress and the Nation: 1973-1976  (1977)
  - Congressional Quarterly, Congress and the Nation: 1969-1972  (1973)
  - Congressional Quarterly, Congress and the Nation: 1965-1968  (1969)
  - Congressional Quarterly, Congress and the Nation: 1945-1964  (1965), the first of the series
- Congressional Quarterly's Guide to Congress, 5th ed. (2000). Washington, D.C.: Congressional Quarterly Press.
- Cox, Gary W. and McCubbins, Mathew D. Legislative Leviathan: Party Government in the House. U. of California Press, 1993. 324 pp.
- C-SPAN. (2003). "Capitol Questions." Lưu trữ ngày 15 tháng 6 năm 2004 tại Wayback Machine
- Currie, James T. The United States House of Representatives. Krieger, 1988. 239 pp short survey
- DeGregorio, Christine A. Networks of Champions: Leadership, Access, and Advocacy in the U.S. House of Representatives. U. of Michigan Press, 1997. 185 pp.
- Dierenfield, Bruce J. Keeper of the Rules: Congressman Howard W. Smith of Virginia U. Press of Virginia, 1987. 306 pp. leader of Conservative coalition 1940-66
- Farrell, John A. Tip O'Neill and the Democratic Century Little, Brown, 2001. 776 pp. Democratic Speaker in 1980s
- Gertzog, Irwin J. Congressional Women: Their Recruitment, Treatment, and Behavior Praeger, 1984. 291 pp.
- Hardeman, D. B. and Bacon, Donald C. Rayburn: A Biography. Texas Monthly Press, 1987. 554 pp.
- Hechler, Ken. Toward the Endless Frontier: History of the Committee on Science and Technology, 1959-79. Washington: Government Printing Office, 1980. 1073 pp.
- Hibbing, John R. Congressional Careers: Contours of Life in the U.S. House of Representatives. U. of North Carolina Press, 1991. 213 pp.
- Jacobs, John. A Rage for Justice: The Passion and Politics of Phillip Burton. U. of California Press., 1995. 578 pp. leader of liberal Democrats in 1970s
- Jacobson, Gary C. The Electoral Origins of Divided Government: Competition in U.S. House Elections, 1946-1988. Westview, 1990. 152 pp.
- Kiewiet, D. Roderick and McCubbins, Mathew D. The Logic of Delegation: Congressional Parties and the Appropriations Process. U. of Chicago Press, 1991. 286 pp.
- Merriner, James L. Mr. Chairman: Power in Dan Rostenkowski's America. Southern Illinois U. Pr., 1999. 333 pp.
- Price, David E. The Congressional Experience: A View from the Hill. Westview, 1992. 194 pp. Political scientist who served in House.
- Rohde, David W. Parties and Leaders in the Postreform House. U. of Chicago Press, 1991. 232 pp.
- Rohde, David W. and Kenneth A. Shepsle, "Leaders and Followers in the House of Representatives: Reflections on Woodrow Wilson's Congressional Government," Congress & the Presidency 14 (1987): 111-33
- Schooley, C. Herschel. Missouri's Cannon in the House. Marceline, Mo.: Walsworth, 1977. 282 pp. Chaired Appropriations in 1960s
- Schickler, Eric. Disjointed Pluralism: Institutional Innovation and the Development of the U.S. Congress (2001)
- Shelley II, Mack C. The Permanent Majority: The Conservative Coalition in the United States Congress (1983)
- Sinclair, Barbara. Legislators, Leaders, and Lawmaking: The U.S. House of Representatives in the Postreform Era. Johns Hopkins U. Press, 1995. 329 pp.
- Sinclair, Barbara. Congressional Realignment, 1925-1978. U. of Texas Press, 1982. 201 pp.
- Steinberg, Alfred. Sam Rayburn: A Biography. Hawthorn, 1975. 391 pp. popular biography
- Strahan, Randall. New Ways and Means: Reform and Change in a Congressional Committee.  U. of North Carolina Press, 1990. 218 pp.
- VanBeek, Stephen D. Post-Passage Politics: Bicameral Resolution in Congress. U. of Pittsburgh Press, 1995. 227 pp.
- Zelizer, Julian E. On Capitol Hill: The Struggle to Reform Congress and its Consequences, 1948-2000 (2006)